# Coenosia algivora
Coenosia algivora är en tvåvingeart som beskrevs av Frederick Wollaston Hutton 1901. Coenosia algivora ingår i släktet Coenosia och familjen husflugor. Inga underarter finns listade i Catalogue of Life.